# Jan Baptist Lambrechts

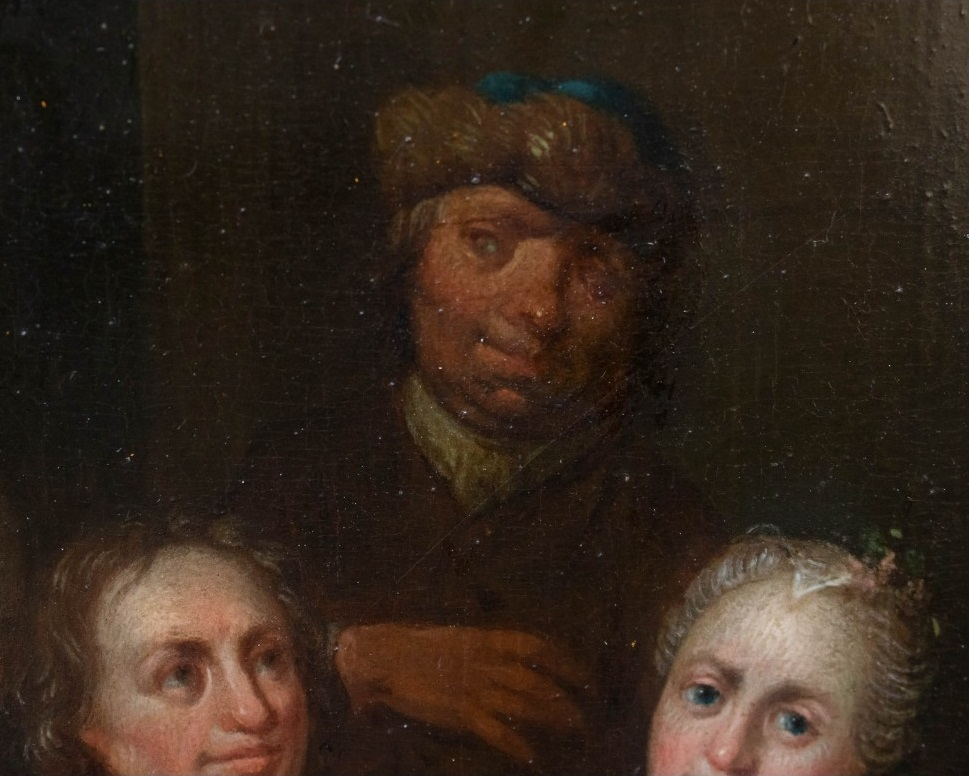
Scènes d'intérieur, détail

Jan Baptist Lambrechts, né le 28 février 1680 à Anvers et mort après 1731 (peut-être en Allemagne), est un peintre flamand.

## Biographie
Né à Anvers, il perd ses parents très jeune. Jeroom Lambrechts, son demi-frère, l'aide à développer ses compétences artistiques.
En 1703, il s'installe à Lille, avec l'intention de vendre des tableaux à la foire annuelle.
Après avoir profité de son premier voyage, Lambrechts passe des années à voyager.
Il ne revient à Anvers qu'en 1709 où il devient maître de la guilde de Saint-Luc,.
Il quitte son Anvers en 1731 et meurt peu après.

## Œuvre
Jan Baptist Lambrechts est un peintre de genre. Il se spécialise dans les scènes de taverne et les scènes de merry company.
Cuisiniers, servantes, vendeurs de légumes, fermiers danseurs et buveurs apparaissent souvent dans ses peintures.
Parmi ses œuvres, il y a aussi une singerie, représentant un chat jugé par des singes.
Son travail au pinceau fin et ses compositions détaillées sont remarquables, tout comme son rendu de tissus fins.
Ses œuvres se trouvent aux la Galerie des Offices de Florence, le Musée des Beaux-Arts de Gand, le Musée des Beaux-Arts de Carcassonne, le Musée national de Varsovie, et à le Musée de l'Ermitage de Saint-Pétersbourg.

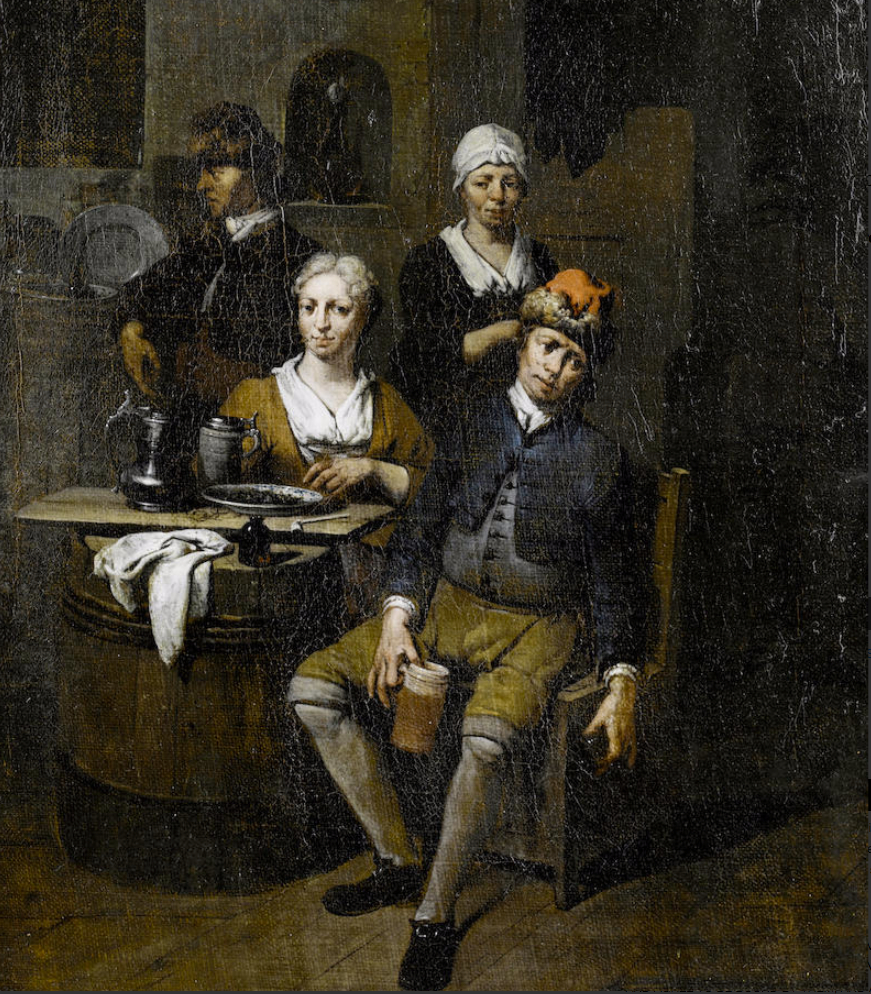
Un intérieur de taverne, collection particulière
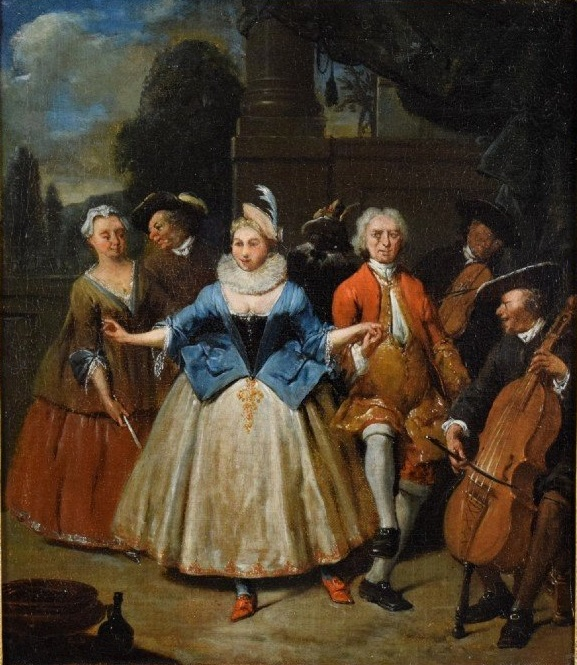
Banquet et danse, collection particulière
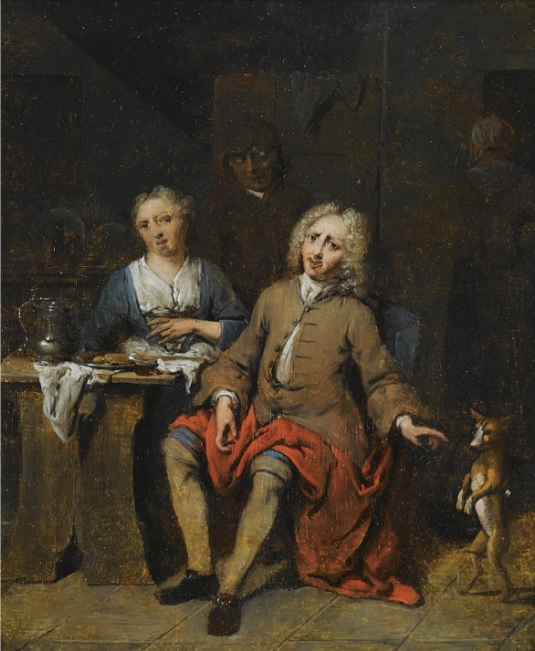
Un couple élégant dans un intérieur avec un chien dansant, collection particulière
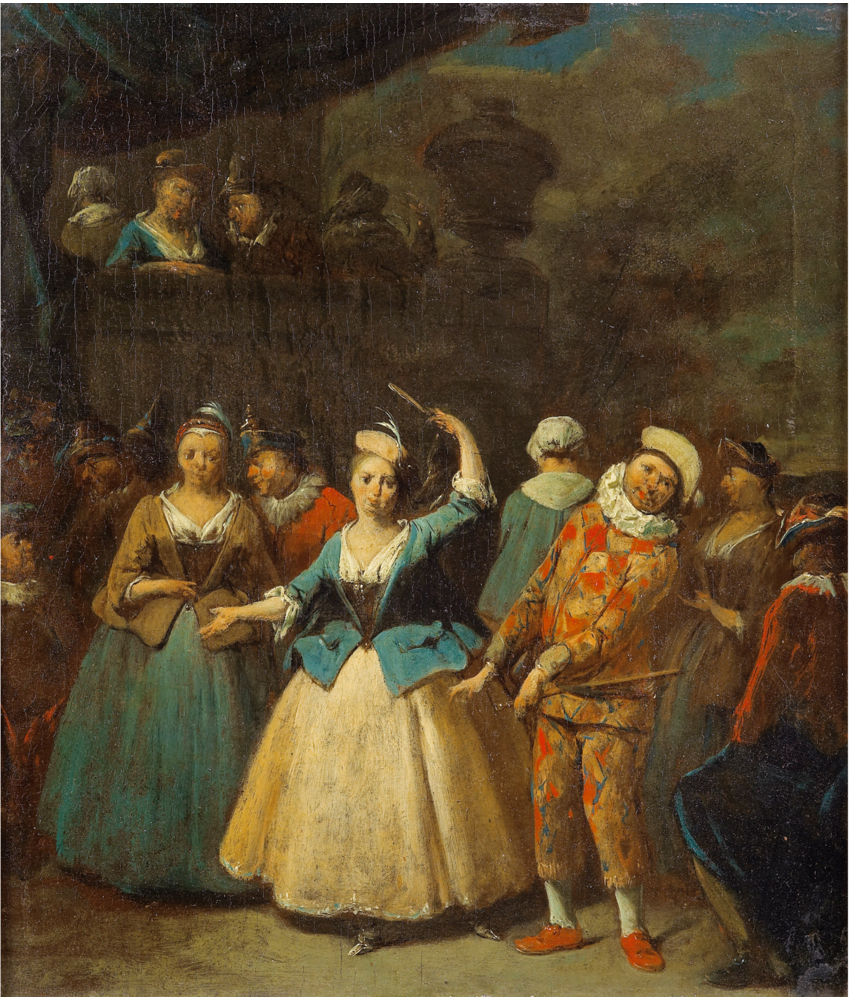
Scène de danse avec arlequin, collection particulière
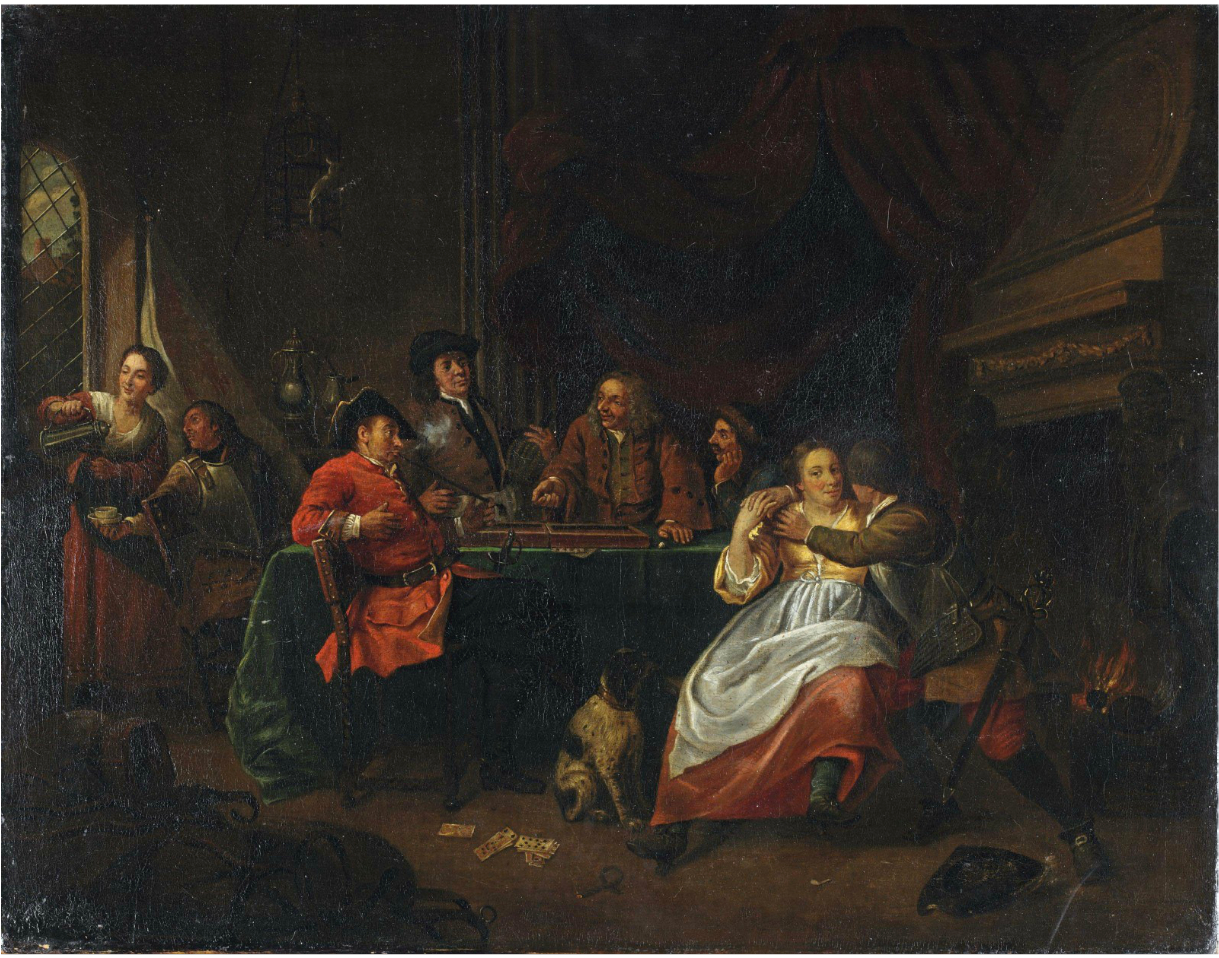
Personnages faisant la fête dans un intérieur, collection particulière
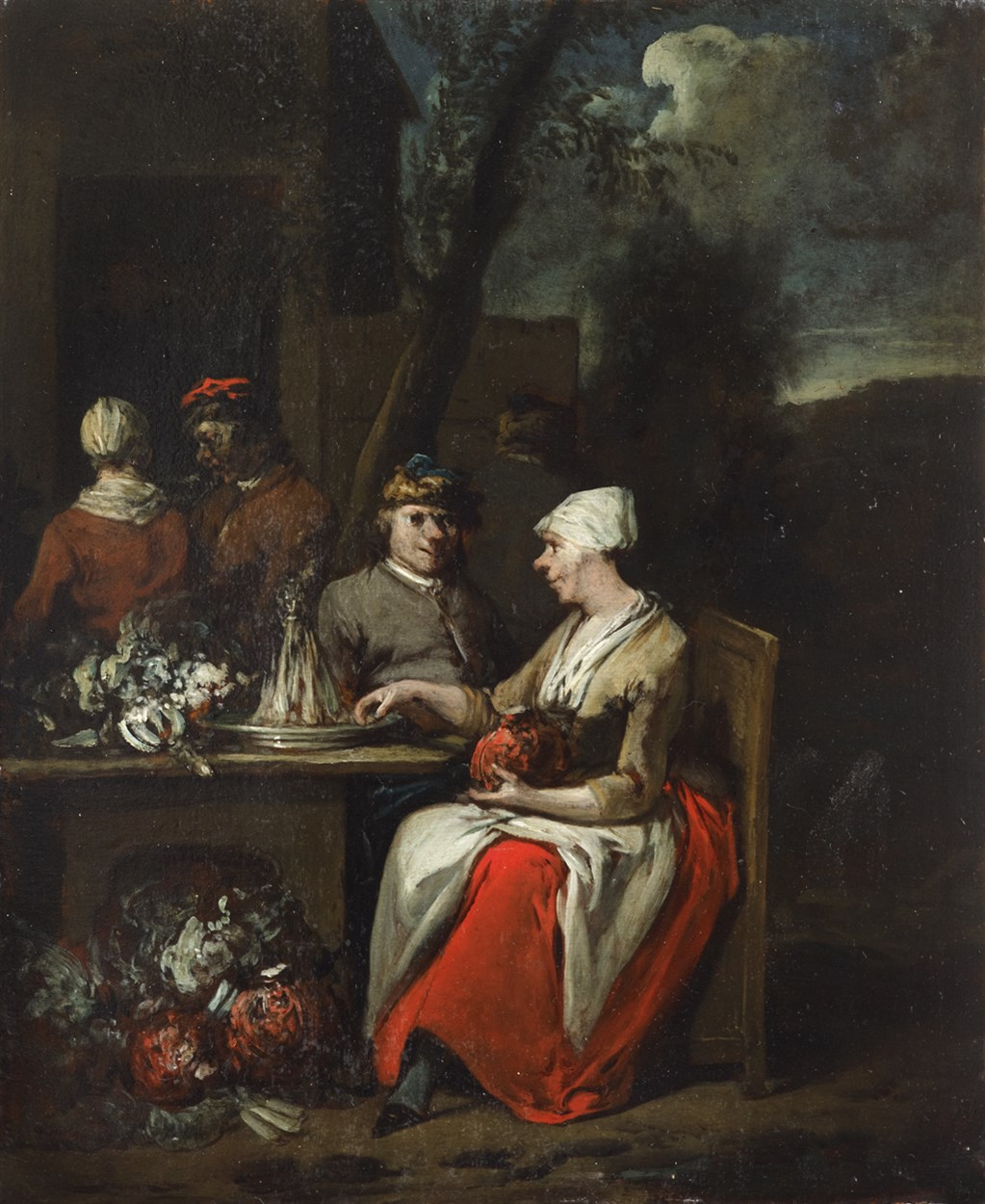
Marchand de légumes, collection particulière
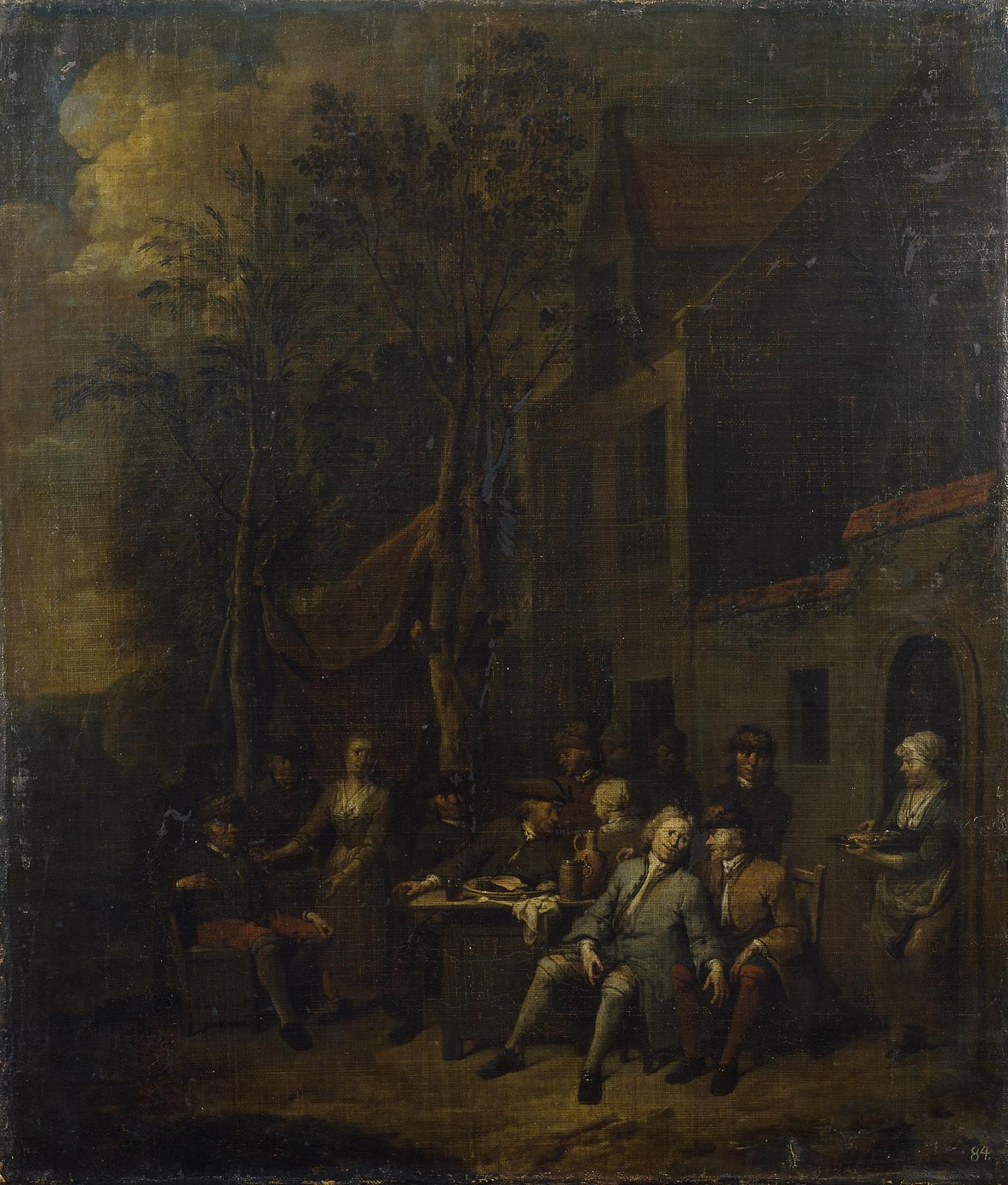
Scène devant une taverne, Musée de l'Ermitage
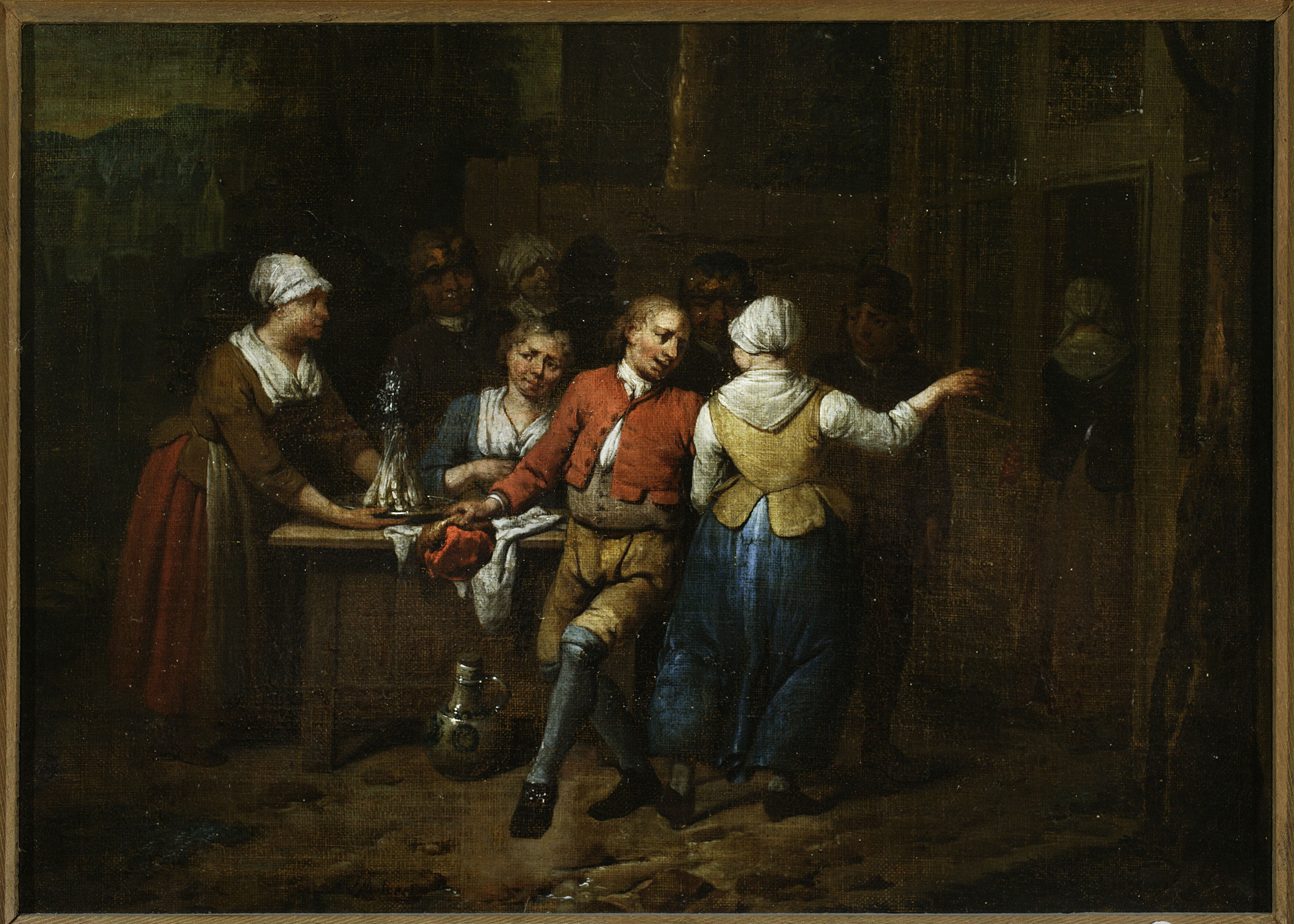
Les gens dansent devant une taverne, Musée national de Varsovie
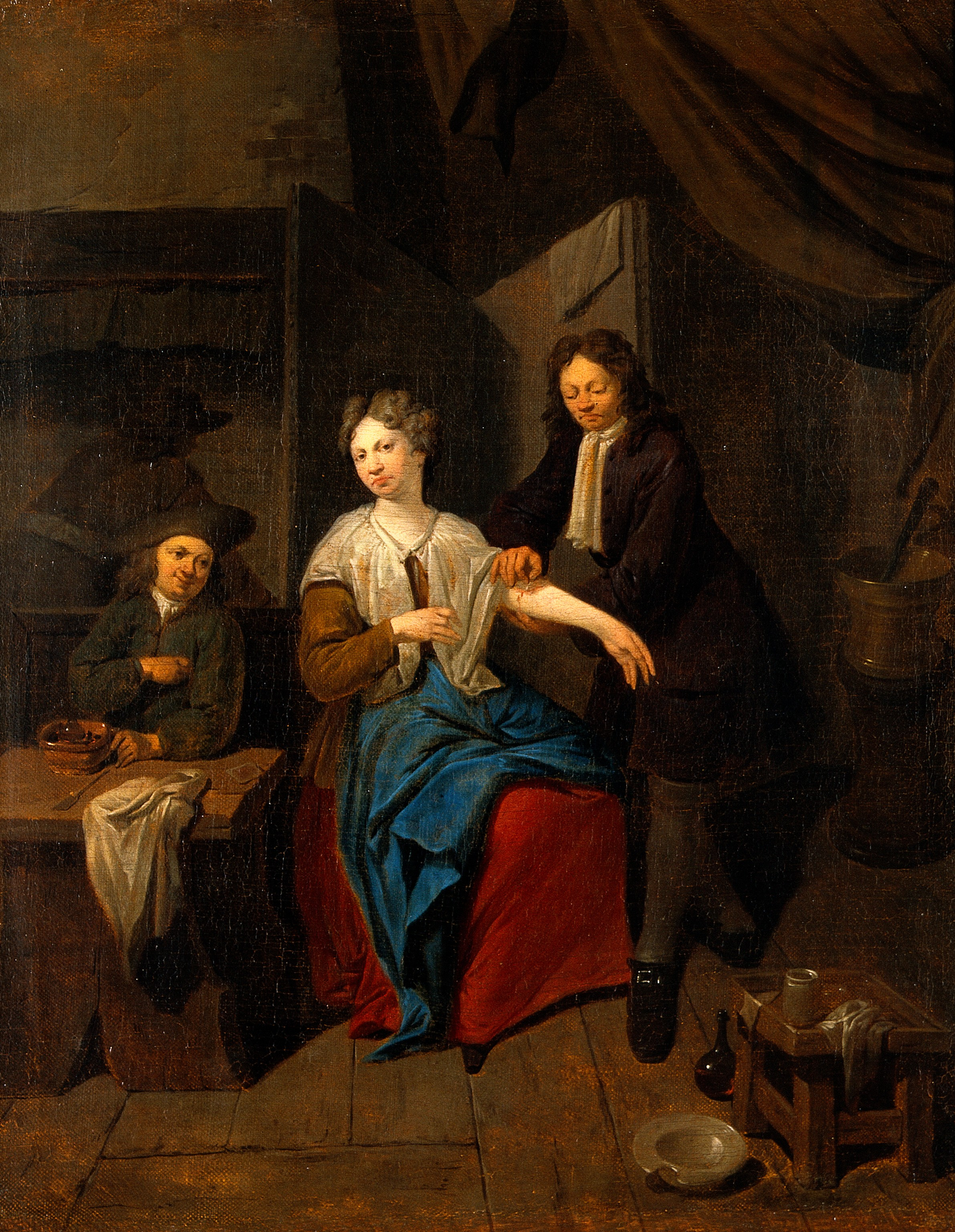
Chirurgien et son apprenti se préparant à la phlébotomie, collection particulière